# Résurrection (Chagall)
Pour les articles homonymes, voir Résurrection (homonymie).
Résurrection est un tableau réalisé par le peintre français Marc Chagall en 1937. Cette huile sur toile de lin représente le Christ en croix entouré de différentes scènes et constitue le volet central d'un triptyque achevé en 1952. Partie des collections du musée national d'Art moderne, à Paris, elle est conservée en dépôt au musée Marc-Chagall, à Nice, depuis le 8 octobre 1990.